# Ярославская перемычка
Яросла́вская перемы́чка — горизонтальное завершение проёма, выполненное из параллельных прямоугольных неотёсанных кирпичей, расположенных вертикально с небольшим наклоном (около 80°) к горизонтали симметрично двумя группами по обе стороны от среднего кирпича, обколотого клиновидно вниз остриём (или «ёлки» из тёсаных кирпичей). Такая перемычка очень проста и прочна. Была распространена в российской провинции в конце XVIII — начале XIX века.